# Medina (Washington)
Medina (kiejtéseⓘ: məˈdaɪnə) az Amerikai Egyesült Államok északnyugati részén, Washington állam King megyéjében elhelyezkedő város. A 2010. évi népszámlálási adatok alapján 2969 lakosa van.

## Történet
A térség első lakója az 1886-ban letelepedő Thomas Dabney volt, aki 1890-ben csónakkikötőt létesített. Dabney’s Landing körül gyümölcsöskertek alakultak ki. A később Flordeline-nak hívott települést nők egy csoportjának javaslatára hosszú vitákat követően nevezték át 1891-ben; a névadó az arab Medina.
Medina 1955. augusztus 19-én kapott városi rangot. A seattle-i üzletemberek által épített villák miatt a térség megkapta a „Washington aranypartja” becenevet. Az 1940-es években a japán farmereket internálták, területeiket pedig kisajátították.

## Éghajlat
A város éghajlata mediterrán (a Köppen-skála szerint Csb).
| Hónap                         | Jan.  | Feb.  | Már. | Ápr. | Máj. | Jún. | Júl. | Aug. | Szep. | Okt. | Nov.  | Dec.  | Év    |
| ----------------------------- | ----- | ----- | ---- | ---- | ---- | ---- | ---- | ---- | ----- | ---- | ----- | ----- | ----- |
| Rekord max. hőmérséklet (°C)  | 18,9  | 22,8  | 23,9 | 31,1 | 32,8 | 37,2 | 37,8 | 36,1 | 32,8  | 27,8 | 22,8  | 18,3  | 37,8  |
| Átlagos max. hőmérséklet (°C) | 8,3   | 10,6  | 12,8 | 15,0 | 18,3 | 21,1 | 23,9 | 23,9 | 21,1  | 15,6 | 11,1  | 8,3   | 15,9  |
| Átlagos min. hőmérséklet (°C) | 2,2   | 2,8   | 3,9  | 6,1  | 8,9  | 11,7 | 13,3 | 13,9 | 11,7  | 7,8  | 4,4   | 2,2   | 7,4   |
| Rekord min. hőmérséklet (°C)  | −16,1 | −17,2 | −7,2 | −1,1 | −3,9 | 3,9  | 7,2  | 7,8  | 2,2   | −2,2 | −10,6 | −12,8 | −17,2 |
| Átl. csapadékmennyiség (mm)   | 133   | 107   | 100  | 70   | 52   | 39   | 24   | 29   | 41    | 82   | 144   | 154   | 975   |
| Forrás: The Weather Channel   |       |       |      |      |      |      |      |      |       |      |       |       |       |

## Népesség
A 2010-es népszámláláskor a városnak 2969 lakója, 1061 háztartása és 865 családja volt. A népsűrűség 798,1 fő/km2. A lakóegységek száma 1162, sűrűségük 312,4 db/km2. A lakosok 83,5%-a fehér, 0,3%-a afroamerikai, 0,2%-a indián, 11,7%-a ázsiai, 0,1%-a a Csendes-óceáni szigetekről származik, 0,5%-a egyéb, 3,8%-a pedig kettő vagy több etnikumú. A spanyol vagy latino származásúak aránya 2,6% (   )
A háztartások 40%-ában élt 18 évnél fiatalabb. 73,1% házas, 5,7% egyedülálló nő, 2,6% egyedülálló férfi, 18,5% pedig nem család. 16,2% egyedül élt; 8,6%-uk 65 éves vagy idősebb. Egy háztartásban átlagosan 2,8 személy élt; a családok átlagmérete 3,13 fő.
A medián életkor 45,5 év volt. A város lakóinak 29%-a 18 évesnél fiatalabb, 4,7% 18 és 24 év közötti, 15,1%-uk 25 és 44 év közötti, 32,8%-uk 45 és 64 év közötti, 18,1%-uk pedig 65 éves vagy idősebb. A lakosok 49,4%-a férfi, 50,6%-a pedig nő.

## Közigazgatás
Medina az adminisztrációs feladatok ellátására városmenedzsert alkalmaz. Az önkormányzatnak a polgármester mellett két alpolgármestere és három képviselője van. A költségvetési hiány miatt 2019 novemberében javasolták az ingatlanadó emelését.

## Oktatás
A Medinai Általános Iskola működtetője a Bellevue-i Tankerület, emellett két egyházi fenntartású intézmény (Three Points Elementary School és St. Thomas School) is működik a városban.

## Megfigyelés
2009-ben „a lakosok széles körű támogatásával” kamerás megfigyelőrendszert építettek ki a városban. A szinte minden csomópontban megtalálható eszközök minden jármű rendszámát rögzítik, a rendszer egyezés esetén pedig automatikusan értesíti a rendőrséget. A felvételeket hatvan napig tárolják még akkor is, ha az azonosító nem szerepel az adatbázisban; ennek célja az esetleges későbbi bűntények felderítésének segítése. A képviselők szerint „a bűnmegelőzés érdeke az adatvédelmi aggályok felett áll”. A kamerák telepítésekor a közeli Hunts Pointban már üzemelő rendszert vették alapul, ahol a kiépítést követő három éven belül nem történt egy bűncselekmény sem.

## Zöldövezet
A város 2006 óta rendelkezik az Arbor Day Foundation Tree City USA kitüntetésével. 1972-ben számszerűsítették a fák értékét, a rendeletek pedig védik a nagyobb fákat, kivágásuk esetén kötelező a károk enyhítése.

## Nevezetes személyek
- Bill Gates, a Microsoft társalapítója[25]
- Charles Simonyi, szoftverfejlesztő[26]
- Gerald Grinstein, a Delta Air Lines egykori vezérigazgatója[27]
- Jack Sikma, kosárlabdázó[28]
- Jeff Cirillo, kosárlabdázó[29]
- Jeffrey Brotman, ügyvéd, a Costco társalapítója[30]
- Jon Shirley, a Microsoft egykori igazgatója[31]
- MacKenzie Scott, író, Jeff Bezos exfelesége[32]
- Mark Pigott, a Paccar vezérigazgatója[33]
- Melinda Gates, filantróp, Bill Gates volt felesége[25]
- Nathan Myhrvold, a Microsoft műszaki igazgatója[34]
- Norton Clapp, a Weyerhauser korábbi vezetője, a Space Needle egyik finanszírozója[35]
- Wayne M. Perry, a McCaw Cellular vezetője[36]
- William Ruckelshaus, a környezetvédelmi ügynökség ügyintézője[27]

## Fordítás
- Ez a szócikk részben vagy egészben  a   Medina, Washington című angol Wikipédia-szócikk ezen változatának fordításán alapul.  Az eredeti cikk szerkesztőit annak laptörténete sorolja fel. Ez a jelzés csupán a megfogalmazás eredetét és a szerzői jogokat jelzi, nem szolgál a cikkben szereplő információk forrásmegjelöléseként.